# Линц на Рајни
Линц на Рајни (њем. Linz am Rhein) град је у њемачкој савезној држави Рајна-Палатинат. Једно је од 62 општинска средишта округа Нојвид. Према процјени из 2010. у граду је живјело 5.922 становника. Посједује регионалну шифру (AGS) 7138041.

## Географски и демографски подаци
Линц на Рајни се налази у савезној држави Рајна-Палатинат у округу Нојвид. Град се налази на надморској висини од 57–386 метара. Површина општине износи 18,0 km². У самом граду је, према процјени из 2010. године, живјело 5.922 становника. Просјечна густина становништва износи 329 становника/km².

## Међународна сарадња
| Мјесто         | Држава    | Врста сарадње | Од    |
| -------------- | --------- | ------------- | ----- |
| Маријета       | САД       | партнерство   | 1965. |
|                | Француска | партнерство   | 1987. |
| Линц на Дунаву | Аустрија  | партнерство   | 1920. |
| Извор          |           |               |       |